# Cartilage épiglottique
Le cartilage épiglottique est l'un des 3 cartilages impairs constitutifs du larynx. Sa partie supérieure constitue l'armature de l'épiglotte.

## Description
Le cartilage épiglottique est une lame cartilagineuse ovalaire élastique. Son grand axe est vertical et sa partie inférieure est effilée formant le pétiole de l'épiglotte.
Il est situé dans la partie supérieure et antérieure du larynx au-dessus du cartilage thyroïde
Le pétiole est relié à l'angle rentrant du cartilage thyroïde par le ligament thyro-épiglottique.